# Южный (Динской район)
Южный — посёлок в Динском районе Краснодарского края, образует Южно-Кубанское сельское поселение, являясь его административным центром и единственным населённым пунктом в границах сельского поселения. Поселок находится возле Посёлка "Берёзовый"
Население — 16 162 жителей (2025).

## География
Посёлок Южный расположен в южной части муниципального образования Динского района Краснодарского края в районе сближения Ростовского шоссе и Ейского шоссе. Со всех сторон, кроме небольшого северо-западного участка, поселок граничит с Муниципальным образованием город Краснодар. Также посёлок Южный, с западной стороны, граничит по железной дороге с посёлком Берёзовым Муниципального образования город Краснодар.

### Улицы
- Алма-Атинская улица
- Атаманская улица
- Весёлая улица
- Водозаборная улица
- Войсковая улица
- Вольная улица
- Восточная улица
- Дачный перeулок
- Дорожная улица
- Дружбы улица
- Екатерининский проезд
- Есаульская улица
- Железнодорожная улица
- Западная улица
- Зелёная улица
- Коллективная улица
- Короткая улица
- Краевая улица
- Крайняя улица
- Краснодарская улица
- Кубанская улица
- Линейная улица
- Мира улица
- Молодёжная улица
- Московская улица
- Нижняя улица
- Никольская улица
- Новая улица
- Полевая улица
- Полярная улица
- Почтовая улица
- Рассветная улица
- Садовая улица
- Светлая улица
- Свободная улица
- Северная улица
- Северный пер
- Смоленская ул.
- Смоленский пер
- Советская улица
- Солнечная улица
- Спортивная улица
- Строителей улица
- Тупиковая улица
- Фермерская улица
- Цветочная улица
- Широкая улица
- Южная улица
- Южный переулок
- Ягодная улица

## История
В 1929 году был организован птицесовхоз «Кубанский» № 19. Небольшое поселение расположилось в 10 километрах от города Краснодара в своеобразной «вилке» между Ростовской трассой и Ейским шоссе.

## Экономика
Имеющийся в настоящее время в посёлке птицесовхоз несколько раз переименовывался, и последнее его название – АОЗТ «Кубанское».

## Достопримечательности
На улице Новой расположен памятник воинам, павшим в Великой Отечественной войне. Памятник находится возле футбольного поля и здания Богатырь

## Население
| 2002    | 2010  | 2012  | 2013  | 2014  | 2015    |
| ------- | ----- | ----- | ----- | ----- | ------- |
| 4447    | ↗5121 | ↗5333 | ↗5583 | ↗5940 | ↗6382   |
| 2016    | 2017  | 2018  | 2019  | 2020  | 2021    |
| ↗6748   | ↗7307 | ↗7771 | ↗8454 | ↗8870 | ↗11 125 |
| 2023    |       |       |       |       |         |
| ↗11 162 |       |       |       |       |         |